# Laurent Sedego
Laurent Gouindé Sedego, né le 15 mars 1956 est un homme politique et ex-officier militaire burkinabè. Il est considéré comme un membre influent du Front populaire en 1987. Il occupe le poste de ministre de l'Agriculture, de l'Eau et des Ressources halieutiques de 2008 à 2013.

## Biographie

### Enfance, études et carrière
Sedego naît à Arbinda  le 15 mars 1956. Il a servi dans l'armée comme colonel et a été directeur du Service national du peuple de 1985 à 1987, puis secrétaire général du ministère de la Défense de 1987 à 1988. Il est nommé ministre de l'Action coopérative des agriculteurs le 23 août 1988  et est resté à ce poste jusqu'en 1990. Après ce passage au gouvernement, il a été coordonnateur national du programme de lutte contre la désertification au Burkina Faso (LUCODEB) de 1991 à 1993,,.
Il est ensuite nommé ministre de l'Environnement et de la Qualité de la vie le 17 janvier 2004. Quatre ans plus tard, le 23 mars 2008, il est passé du poste de ministre de l'Environnement à celui de ministre de l'Agriculture, de l'Eau et des Ressources halieutiques.
En 2013, le Premier ministre Luc Adolphe Tiao a procédé à un remaniement ministériel, scindant le ministère de l'Agriculture, de l'Hydraulique et des Ressources halieutiques en un ministère de l'Agriculture et de la Sécurité alimentaire, dirigé par Mahama Zoungrana, et un ministère de l'Eau, de l'Aménagement hydraulique et de l'Assainissement, dirigé par Mahama Zoungrana. par Mamounata Belém. Sedego n'a pas été retenu dans le nouveau cabinet.